# ヒメモリバト
ヒメモリバト（学名：Columba oenas）は、ハト目ハト科に分類される鳥類の一種。

## 形態
全長33cm。成鳥は全体に灰色で、下腹はやや淡色である。頸の両側に緑や赤紫に見える金属光沢がある。翼には2本の黒帯があり、尾の先端も黒い。

## 分布
旧北区のヨーロッパ、ロシア南西部、中央アジア西部に生息する他、アフリカ北西部（モロッコ付近）にも分布している。
日本では迷鳥で、日本海側の島（舳倉島、飛島等）や奄美群島などの南西諸島を中心に複数の目撃記録があり一部の地域では定着したと考える専門家もいる。日本での初記録は1984年（山形県において）とそれほど古くないが、これは過去にも何度か迷行していたが、よく似た羽色のドバトと混同されていたため記録が遅れたものと思われる。

## 生態
農耕地、草地、平地から山地の周辺域に生息する。生息地では留鳥性が強く、あまり渡りをしない。海辺に生息する個体では、汽水や海水を飲む事があると報告されている。

## 参考画像

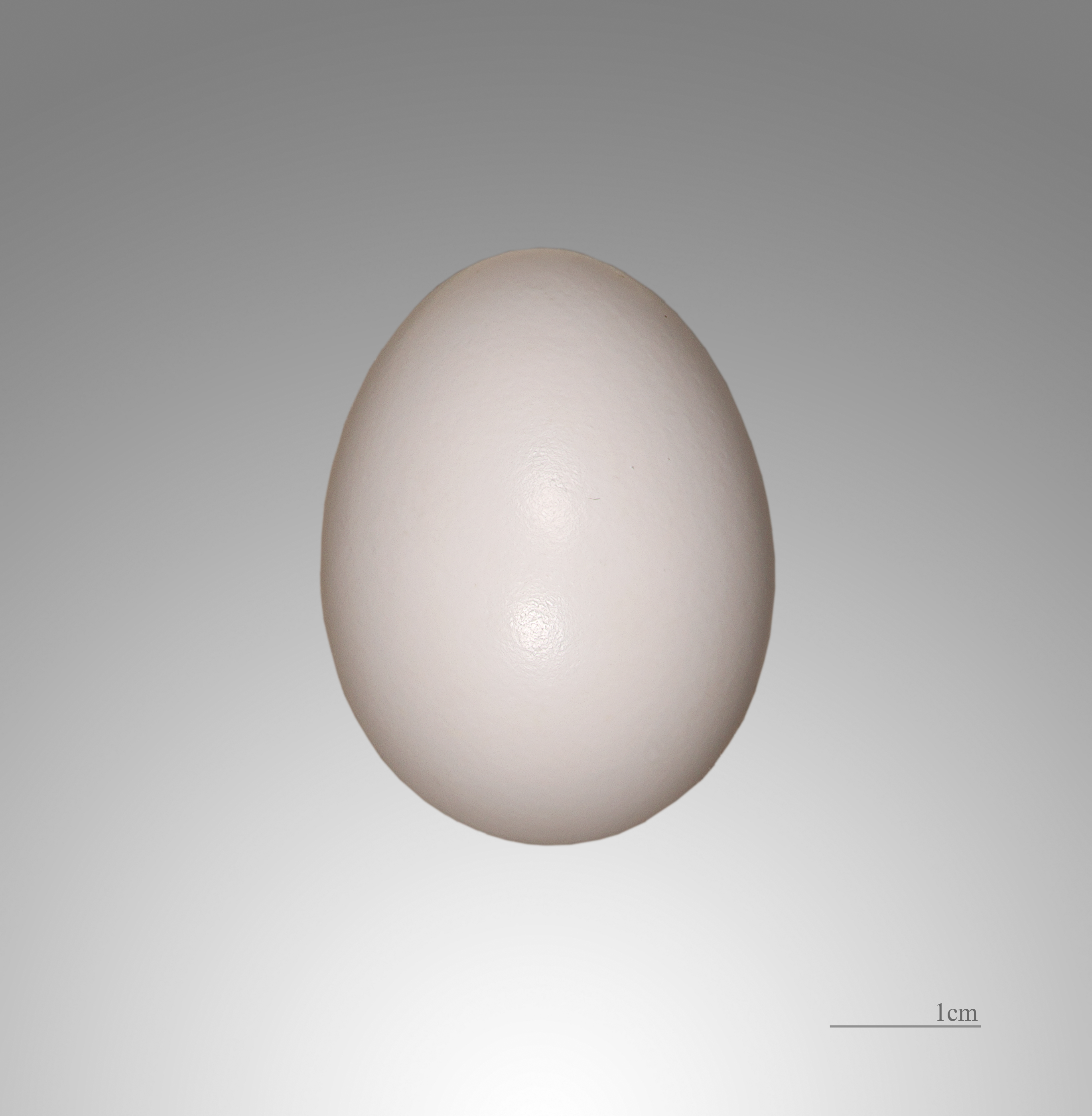
Columba oenas
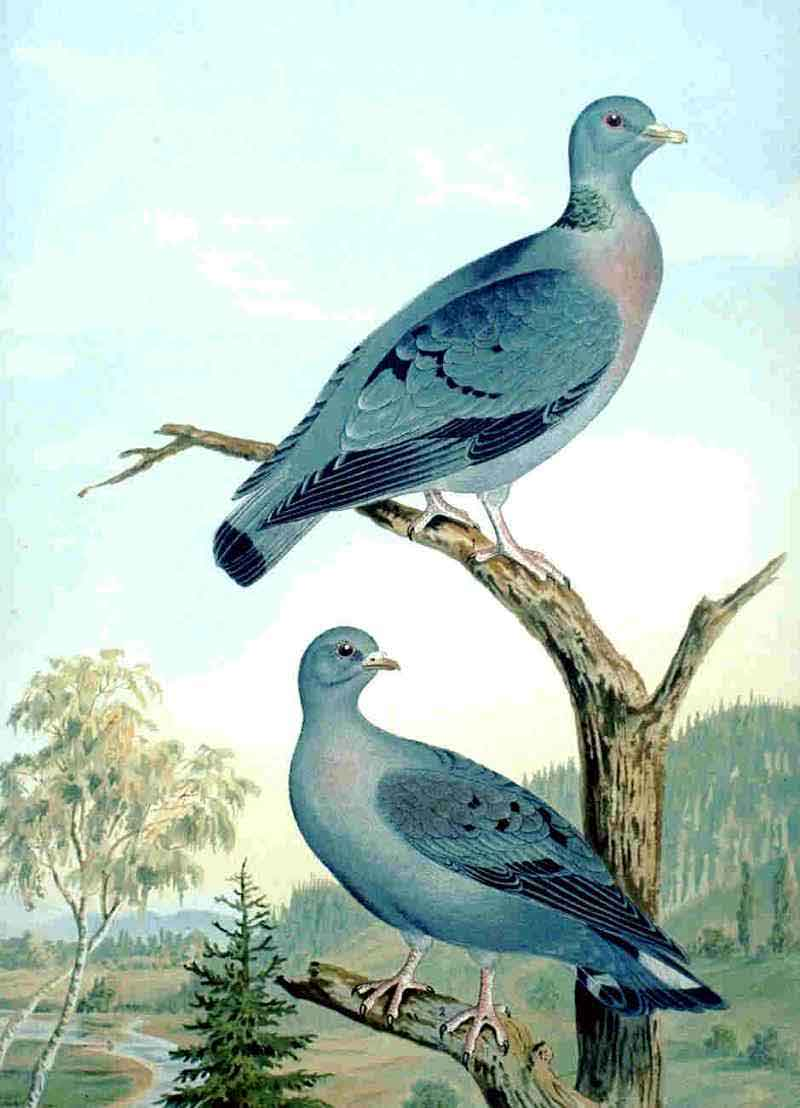
ヒメモリバト